# Seghatoleslam (Name)
 Seghatoleslam (auch geschrieben als Seqat-ol-eslam, und Thiqat ul-Islam) [Persisch: ثقت الاسلام, Arabisch: ثقة الاسلام] ist abgeleitet von zwei arabischen Wörtern: ثقة, was „vertrauenswürdig“ bedeutet, und Islam [Arabisch: اسلام] was sich auf die Religion des Islams bezieht. Folglich kann das Wort als „Vertrauenswürdiger des Islams“ übersetzt werden.
Es kann sich beziehen auf:

## Personen

### Seghatoleslam als Nachname
- Atefeh Seghatoleslam (geb. 1969), Forscherin und Professorin an der Universität Shiraz
- Masoumeh Seghatoleslam, Forscherin
- Seyed Abdullah Seghatoleslam (1868–1962), iranischer schiitischer Geistlicher der Zwölfer-Schia
- Seyed Mohyeddin Seghatoleslam (geb. 1960), iranischer Architekt und Stadtplaner
- Seyed Zeinolabedin Seghatoleslam (auch bekannt als Seyed Ali Seghatoleslam Arsenjani) (1923–2000), schiitischer Geistlicher und islamischer Jurist
- Tahereh Seghatoleslam (geb. 1957), Forscherin und Professorin an der Universität Malaya

### Seghatoleslam als religiöser Titel
- Abu Jafar Muhammad ibn Ali ibn Babawayh al-Qummi, bekannt als Seghatoleslam Sheikh Saduq (923–991), schiitischer Hadith-Sammler
- Mirza Ali Aqa Tabrizi, bekannt als Seghatoleslam Tabrizi (1861–1911), iranischer reformorientierter schiitischer Geistlicher
- Muhammad bin Fadlallah al-Sarawi, bekannt als Seghatoleslam Sarawi, (gest. 1924), islamischer Gelehrter und Dichter
- Muhammad ibn Yaqub al-Kulayni, bekannt als Seghatoleslam Kulayni (864–941), schiitischer Hadith-Sammler
- Sheikh Mohammad Ali Isfahani, bekannt als Seghatoleslam Isfahani (1854–1900), schiitischer Geistlicher